# Lorenzo Masciarelli
Lorenzo Masciarelli, né le 22 octobre 2003 à Pescara, est un coureur cycliste italien. Il est membre de l'équipe MBH Bank Ballan CSB. 

## Biographie
Lorenzo Masciarelli est originaire de Pescara, dans les Abruzzes. Il grandit dans une famille présente depuis longtemps dans le monde du vélo. Son grand-père Palmiro, son père Simone et ses oncles Francesco et Andrea ont tous été coureurs cyclistes au niveau professionnel,. Inspirés par ses aînés, il se lance dans le cyclisme à l'âge de onze ans. Sa première licence est prise à l'Amici della Bici, un club implanté sur ses terres natales. Il a un petit frère, Stefano, qui pratique lui aussi ce sport en compétition. 
Vers ses quinze ans, il déménage avec ses parents à Audenarde, afin de se consacrer au cyclo-cross. Il intègre alors une structure dirigée par l'ancien champion du monde Mario De Clercq. Dans cette discipline, il obtient plusieurs victoires sur des épreuves belges. Ses bons résultats lui permettent d'être sélectionné en équipe nationale d'Italie. Sous les couleurs de son pays natal, il termine deuxième de l'unique manche de la Coupe du monde en 2020, dans une année perturbée par le Covid-19. Il devient par ailleurs vice-champion d'Italie juniors. Également actif sur route, il s'impose à sept reprises sur des épreuves italiennes en 2019. 
En 2023, il décide de revenir sur le territoire italien. Désormais installé à Bergame, il rejoint l'équipe MBH Bank Ballan CSB, qui évolue au niveau continental. Au mois de janvier, il se classe deuxième du championnat d'Italie de cyclo-cross espoirs. Il privilégie ensuite davantage le cyclisme sur route, sans toutefois abandonner son ancienne discipline de prédilection. Décrit comme un bon grimpeur, il finit notamment cinquième du championnat d'Italie espoirs et vingt-deuxième du Tour des Apennins en 2024. 
Lors de la saison 2025, il termine premier du Gran Premio della Liberazione, sixième du Trophée de la ville de San Vendemiano et huitième du Gran Premio Palio del Recioto chez les moins de 23 ans. Au niveau professionnel, il conclut le Tour des Abruzzes à la seizième place du classement général. 

## Palmarès sur route

### Par année
- 2024
  - 2e du Grand Prix de la ville d'Empoli
  - 3e du Tour de Vénétie
- 2025
  - Gran Premio della Liberazione

### Classements mondiaux
| Année                                 | 2024  |
| ------------------------------------- | ----- |
| Classement mondial                    | 2101e |
| UCI Europe Tour                       | 1271e |
|                                       |       |
| Légende : nc = non classéSource : UCI |       |

## Palmarès en cyclo-cross
- 2019-2020
  - 2e du championnat d'Italie de cyclo-cross juniors
- 2020-2021
  - 2e de la Coupe du monde juniors
- 2022-2023
  - 2e du championnat d'Italie de cyclo-cross espoirs